# Barres asimètriques

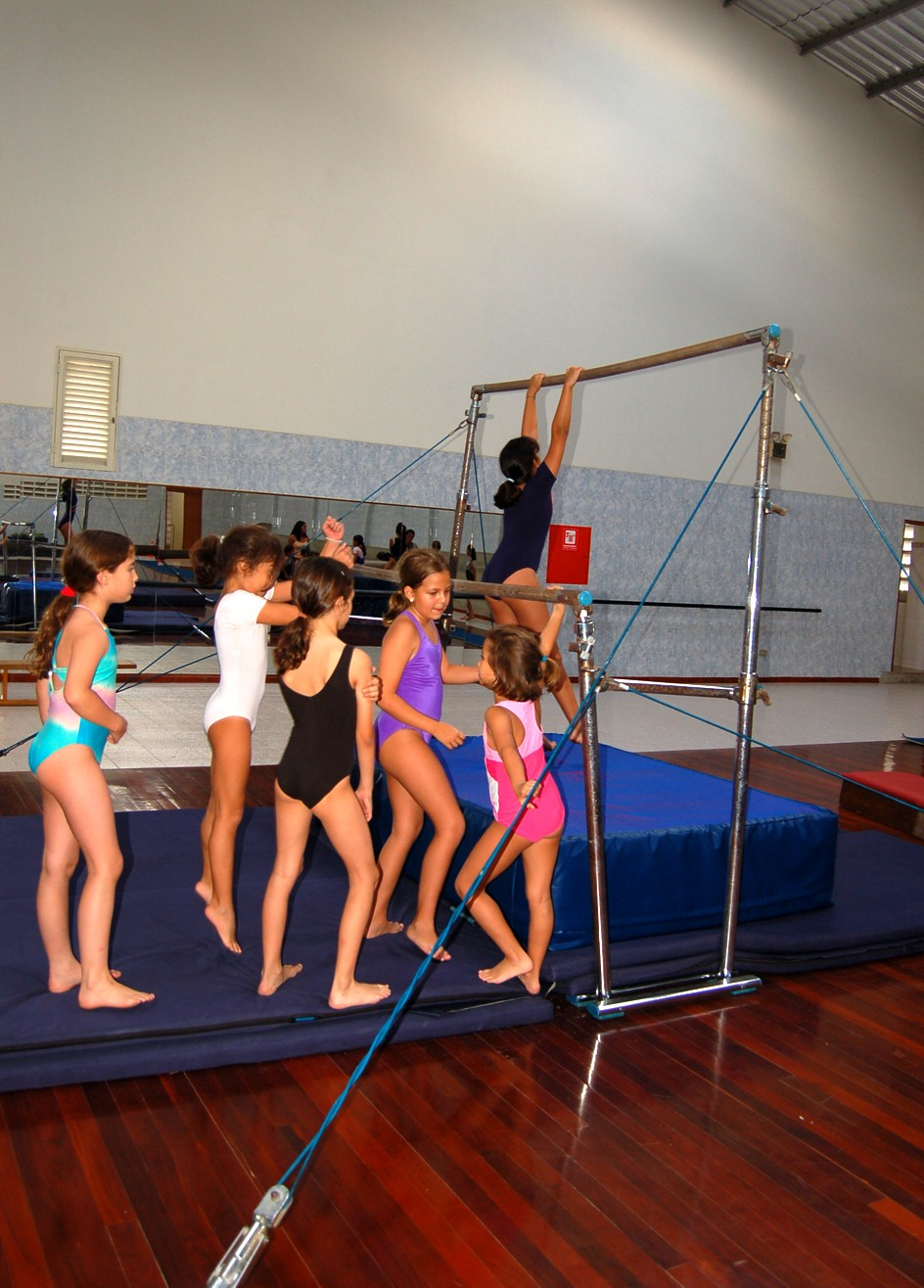
Sessió d'entrenament a les barres asimètriques

Les barres asimètriques, també anomenades paral·leles asimètriques, és un dels quatre aparells que s'utilitza en la gimnàstica artística.
És usat només en categoria femenina. Està format per dues barres horitzontals situades a diferent alçada. La rutina d'exercicis d'aquest aparell consisteix en el fet que la gimnasta realitza diversos moviments fluids (salts, cercles, balancejos...) entre ambdues barres. La rutina s'inicia des de terra, amb un salt cap a les barres, normalment amb un trampolí, i s'acaba amb un salt acrobàtic des de les barres de nou cap a terra.

## Dimensions
Les mesures de l'aparell són publicades per la FIG a l'opuscle Apparatus Norms.
- Altura: 245 cm i 165 cm
- Diàmetre de la barra: una polzada i mitja aproximadament
- Longitud: 240 cm

## Evolució
Les barres asimètriques originalment eren les mateixes paral·leles de les proves masculines però disposades a diferents altures. En conseqüència, les barres estaven molt juntes i les gimnastes passaven d'una a una altra amb poca dificultat. Els exercicis de principis dels anys cinquanta consistien en cercles simples, kippes i elements d'equilibri estàtic. A la fi de 1950 es va evolucionar cap a moviments més fluids i les gimnastes van començar a realitzar rutines compostes per voltes amb un grau de nivell mes elevat, kippes, moviments amb rebot del cos a la barra baixa, o embolicar el cos al voltant de la barra baixa. A la fi de 1960 i principis de 1970, es van començar a emprar aparells de barres asimètriques específiques que permetien ajustar la separació entre les barres, el que va donar peu al naixement de nous exercicis.
En els anys setanta, els exercicis de gimnastes com la soviètica Olga Kórbut i la romanesa Nadia Comaneci van manifestar l'evolució d'aquest aparell. De totes les disciplines de la gimnàstica artística femenina, les barres asimètriques és probablement el que s'ha vist els canvis més radicals. La majoria dels elements de la dècada dels cinquanta es troben completament obsolets al segle XXI i gairebé mai són utilitzats; altres són impossibles d'executar donada l'actual separació entre les barres i altres han quedat prohibits amb els codis actuals de valoració.